# Suzuki Solio
La Solio est une automobile du constructeur automobile japonais Suzuki vendue au Japon, et qui est l'équivalent du Suzuki Wagon R+ vendu sur le sol européen. Il y a eu jusqu'à présent 3 générations.

## Première génération
La première génération de la Solio se rapproche de la deuxième génération du Wagon R+ et de la première génération de l'Opel Agila.

## Deuxième génération
Cette génération se rapproche plutôt du Mitsubishi Delica D2.

## Troisième génération
Cette génération a la particularité d'être proposée avec une motorisation hybride uniquement.